# Karl Stein
Karl Stein (Hamm, 1 de enero de 1913 - Ebersbach an der Fils, 19 de octubre de 2000) fue un matemático alemán. Es conocido por sus análisis complejos en criptografía. Da nombre a la variedad de Stein. 

## Vida
Karl Stein presentó su tesis doctoral en 1937 en la Universidad de Münster, su tutor fue Heinrich Behnke.
En 1955 es contratado como profesor en la Universidad de Múnich. En 1981 es nombrado profesor emérito y en 1990 recibió la primera Medalla Cantor.